# Wildenbörten
Wildenbörten là một đô thị trong bang Thuringia. Đô thị này thuộc huyện Altenburger Land. Diện tích là 7,81 km2. Các đô thị gần Wildenbörten gồm Drogen, Löbichau, Lumpzig, Mehna, và Nöbdenitz ở huyện Altenburger Land; cũng như Großenstein và Reichstädt ở huyện Greiz.
Đô thị Wildenbörten bao gồm 5 đơn vị dân cư: Wildenbörten, Dobra, Graicha, Hartroda, và Kakau.